# Hiroshi Saitō (Fußballspieler)
Hiroshi Saitō (jap. 斉藤 浩史, Saitō Hiroshi; * 13. November 1970 in der Präfektur Tokio) ist ein ehemaliger japanischer Fußballspieler.

## Karriere
Saitō erlernte das Fußballspielen in der Jugendmannschaft von Yomiuri. Seinen ersten Vertrag unterschrieb er 1989 bei Yomiuri. Der Verein spielte in der höchsten Liga des Landes, der Japan Soccer League. Mit dem Verein wurde er 1990/91 und 1991/92 japanischer Meister. Für den Verein absolvierte er 10 Erstligaspiele. 1992 wechselte er zu XV de Jaú. 1993 wechselte er zu Shimizu S-Pulse. Der Verein spielte in der höchsten Liga des Landes, der J1 League. Für den Verein absolvierte er 16 Erstligaspiele. 1995 wechselte er zum Zweitligisten Brummell Sendai. Für den Verein absolvierte er 20 Spiele. Ende 1995 beendete er seine Karriere als Fußballspieler.

## Erfolge
Yomiuri
- Japan Soccer League

Meister: 1990/91, 1991/92
Vizemeister: 1989/90
- JSL Cup

Sieger: 1991
- Kaiserpokal

Finalist: 1991
Shimizu S-Pulse
- J.League Cup

Finalist: 1993